# 卡尔吕塞
卡尔吕塞（法語：Carlucet，法語發音：[kaʁlysɛ]）是法国洛特省的一个市镇，位于该省西北部，属于古尔东区。

## 地理
卡尔吕塞（44°43'17"N, 1°36'45"E）面积33.7 平方千米，位于法国奧克西塔尼大區洛特省，该省份为法国西南部内陆省份，北起顺时针与科雷兹省、康塔爾省、阿韦龙省、塔恩-加龙省、洛特-加龍省和多尔多涅省接壤。
与卡尔吕塞接壤的市镇（或旧市镇、城区）包括：勒巴斯蒂、卡莱斯、库祖、日努亚克、蒙福孔、圣普罗热、塞涅尔格。
卡尔吕塞的时区为UTC+01:00、UTC+02:00（夏令时）。

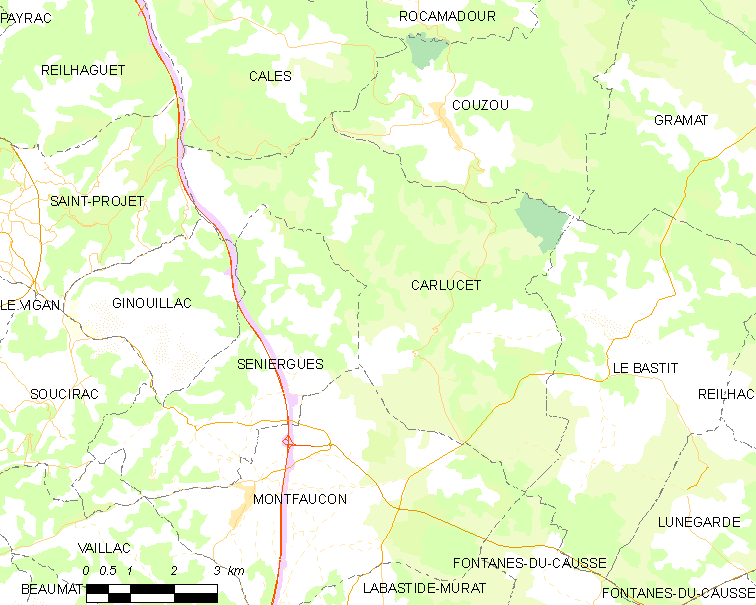
卡尔吕塞的OSM定位图

## 行政
卡尔吕塞的邮政编码为46500，INSEE市镇编码为46059。

## 政治
卡尔吕塞所属的省级选区为格拉马县。

## 交通
洛特省省道D32线和D50线在卡尔吕塞的市中心交汇。

## 人口

1962-2008年间卡尔吕塞人口变化图示

卡尔吕塞于2022年1月1日时的人口数量为224人。